# 오토두스 악수아티커스

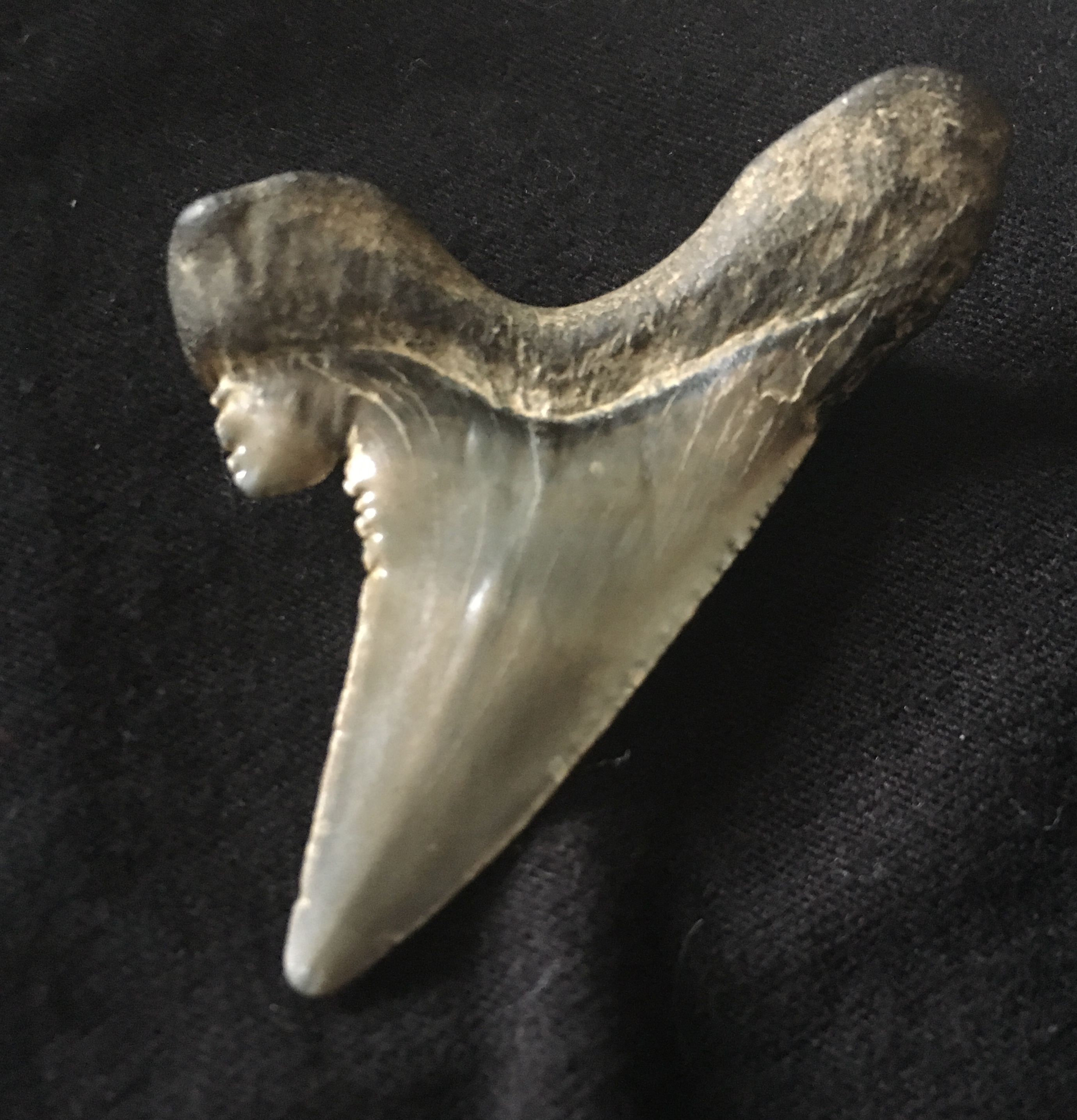

오토두스 악수아티커스(학명:Otodus aksuaticus)는 악상어목 오토두스과에 속하는 물고기이다. 지금은 멸종된 상어로 몸길이가 9.1m인 거대한 상어이다.

## 특징
오토두스 악수아티커스는 날카롭고 큰 이빨을 가진 어종으로 메갈로돈과 친척이 되는 상어이다. 한 때에는 오토두스속에 카르차로클래스속의 과도기적 어종으로 분류되어 오토두스과의 멸종된 큰 상어지만 2016년에 새로이 분석된 이후부턴 카르차로클레스속이 오토두스과의 일부가 되었다. 그들은 매우 날카로운 칼과 같은 이빨과 세레이션을 가지고 오토두스과의 상어들과 전반적으로 유사한 모습을 가진다. 등지느러미는 2개이지만 제1등지느러미가 매우 큰 대신에 제2등지느러미는 매우 작았으며 가슴지느러미와 제1등지느러미를 제외한 나머지 배지느러미, 항문지느러미, 골반지느러미, 제2등지느러미는 매우 작았던 어종이다. 먹이로는 당대에 서식하던 고래, 해양 포유류, 물고기, 두족류, 갑각류를 주로 섭이했던 육식성물고기로서 최강의 포식자로 군림했을 것으로 추정한다.

## 생존시기와 서식지와 화석의 발견
오토두스 악수아티커스는 신생대의 에오세에 서식했던 어종으로 지금으로부터 약 5000만년전~4000만년전에 생존했던 어종이다. 생존시기에는 주로 북부 대서양을 중심으로 서식했을 어종으로 추정된다. 화석의 발견은 1928년에 미국의 메릴랜드주와 버지니아주에서 고생물학자에 의해 처음으로 발견이 되었으며 이후엔 카자흐스탄과 벨기에와 영국에서도 추가로 화석이 발견되어 명명된 종이다.

## 같이 보기
- 악상어목
- 화석